# M1 카빈
M1 카빈(M1 Carbine, 공식명칭 the United States Carbine, Caliber .30, M1)은 제2차 세계 대전, 한국 전쟁 동안 미군의 표준 화기였던 경량 반자동 카빈이다. 미군뿐만 아니라 다른 국가 군대들과 준 군사조직에서도 널리 사용되었다.
M2 카빈은 연발 사격 기능이 있는 변형이다. M3 카빈은 능동 적외선 스코프를 장착한 M2이다.
대한민국에서는 2014년까지 예비군에서 사용되었다가 도태장비로 분류되고 사실상 퇴역했다.

## 설명
M1 카빈은 제 2차 세계 대전 당시 일선전투부대외 병사들의 개인 방어용 화기를 보급시킬 목적으로 개발하였다.
무전병, 운전병, 보급계통과 같은 지원 임무를 맡은 인원들과 박격포병이나 공수부대원, 장교, 의무병처럼 전투부대이나 보병용 소총 혹은 기관단총/권총으로만 무장시키기에는 부족한 이들을 위한 작고 가벼운 자동 화기가 요구됨에 따라 작고, 가볍고, 휴대가 쉬우면서  소총같이 쓸 수 있는 자동화기에 대한설계가 진행된다. 이는 오늘날의 개인 방어용 화기(PDW)와 유사한 개념이다.
이 개념은 다음과 같은 조건들을 요구한다.
1. 주로 45~275 미터 (50~300 야드)에서 사용되면서 권총보다 정확하고 위력적일 것.
2. 보병의 신형자동소총 (개런드) 보다 다루기 쉬우면서 가벼울 것.
3. 톰슨 기관단총보다 다루기 쉬우면서 가벼울 것.
4. 무게는 2.3 킬로그램 (5파운드) 정도일 것.
5. 자동 사격이 가능하며 반자동-완전자동이 선택되면 좋음.

미 육군의 요구 사항들은 윈체스터 제조사가 받게되며 윈체스터에서 탄약 개발이 진행된다. 
1938년, 27구경보다는 크면서 유효사거리는 275 미터(300 야드) 정도고 총열을 완전히 수평으로 놓고 쐈을 때 275 미터(300야드)에서 낙차(bullet drop)는 45cm(18인치) 이내인 자동화기용 탄약이란 조건에 맞춰서 윈체스터사의 수석 기술자이자 공장 책임자였던 에드윈 퍼그슬리(Edwin Pugsley)는 무게 6.5 그램(100그레인) 정도인 구경 7.62 mm(30구경) 총알을 총구속도 610 m/sec(2,000 ft/sec) 정도로 발사하는 탄약을 개발한다. 탄약 개발 당시 1906년에 만들어봤던 구경 8.12 mm인 32 윈체스터 자동장전탄약 (32 SL이라불리던)을 바탕으로 했다고 한다.
이렇게 나온 30 자동 장전 탄약은 미 육군의 새로운 자동화기용 탄약으로 채택된다.
이 30 자동장전 탄약은 기존의 소총탄을 줄이기 보다는 권총탄을 확대시키는 방향으로 설계되어, 탄약의 형상은 일반적인 권총탄을 확대시킨 형태이고 기존에 위력이 약한 권총탄 (M1A1톰슨, M3/M3A1)을 대체하는 용도였다.
한편, 금주법 시대인 1921년, 밀주제조 및 유통업자로 암약중 밀조 현장을 급습한 보안관 한명을 쏘아죽였던 데이비드 "카빈" 윌리엄스(David "Carbine" Williams)란 1급 살인범이 교수형에 처해질 뻔 하나 혐의가 희박하다는 이유로 8년동안 감옥에서 지내던 중 종이와 연필을 구해 밤을 새서 총기를 설계했고 풀려나와 그의 설계를 윈체스터에 제출한다.
곧 그는 윈체스터에 영입됐고 죠나단 브라우닝의 설계에 자신이 개발한 단복좌 가스 작동식 구조(short-stroke gas operation)을 적용한다.
그리고 이렇게 나온 자동소총 M2를 1940년 미 해병대의 자동소총 선정사업에 뛰어들지만, 이 M2는 해병대가 요구했던 모래투성이의 환경에서 잘 작동하지 못했고 해병대는 이것을 거부한다.
이 일 이후, M2는 다시 설계되며 틸팅 볼트 대신에 개런드 소총에서 사용된 것과 비슷한 회전 노리쇠(rotating bolt)방식으로 변경된다.
포기할 수 없었던 윈체스터는 크기를 더 작게하고 이에 따라 에드윈 퍼그슬리(Edwin Pugsley)의 지휘하에 윌리엄 로머(William Roemer)와 프레드 흄스턴(Fred Humeston) 외 3명의 기술자들이 13일동안 M2의 설계를 그들이 이미 만든 30 SL 탄에 맞춘다.
이 설계는 육군을 만족시켰고 육군은 1941년 8월까지 테스트 하게 되며 윈체스터에서도 자신들의 설계를 일부 변경하는데,이 때 반자동-완전자동 선택이 제거되고 반자동만 가능하게 된다. 데이비드 윌리엄스도 이때 다시 참여했고 이렇게 다듬어진 설계는 1941년 9월에 미 육군에 의해 높은 점수를 받게되어 1941년 10월 21일 미 육군에 의해 M1 카빈이란 제식명을 받게 된다.

## 파생형

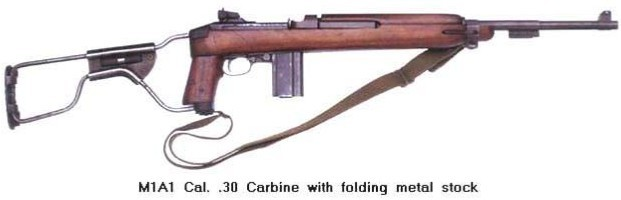
M1A1 카빈

- M1A1 카빈 : 공수부대원을 위한 변형으로 기존의 개머리판을 접철식으로 바꾸면서 손잡이도 권총형으로 바뀌었다. 총 15만 정이 생산되었다.
- M1A3 카빈 : 판토그래프 개머리판을 적용한 변형이다.
- M2 카빈 : 1945년에 전자동으로 사격할 수 있도록 개량된 변형으로, 30발들이 탄창을 사용하였다. 총 60만 정이 생산되었다.
- M3 카빈 : M2에 암시 조준경을 장착한 변형으로, 한국 전쟁과 베트남 전쟁에서 특수한 용도로 쓰였으며 총 3천 정이 생산되었다.

## 대중 문화

### 영화 및 드라마
- 라이언 일병 구하기

마이크 호바스 중사가 M1 카빈을 사용한다.
- 태극기 휘날리며

이진태와 한국군일부가 M1 카빈을 사용한다.
- 포화속으로

한국군 일부가 사용
- 실미도 (영화)

실미도 기간병과 한국군에서 이 총을 사용한다.
- 화려한 휴가

시민군이 사용한다.
- 전우

한국군이 M1을 사용

## 같이 보기
- 대한민국 예비군 - 2014년까지 사용하였다. 현재는 폐기되거나 미국 총기 시장에 팔리는 등의 방식으로 처리되고 있다.